# Yakyū Dendō

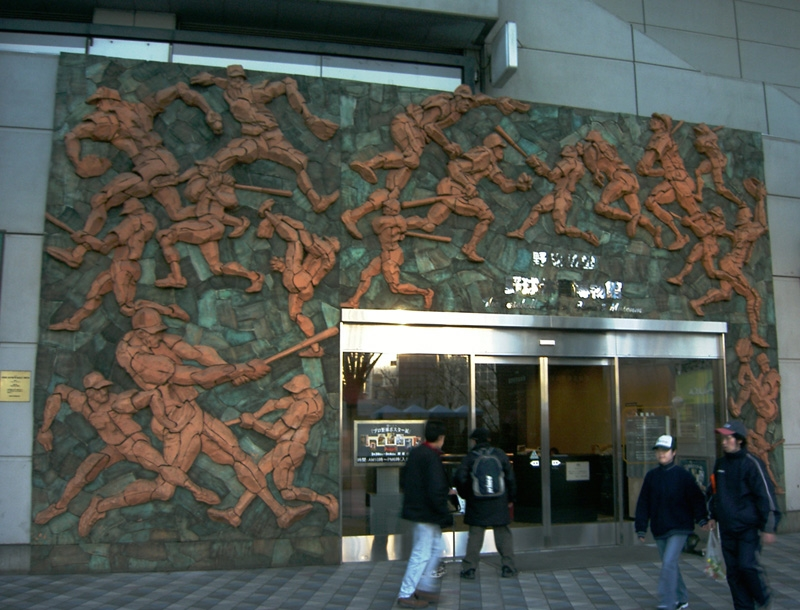
Der Eingang zur Baseball Hall of Fame and Museum im Tokyo Dome.

Die Yakyū Dendō (jap. 野球殿堂, wörtlich „Baseball-Palast“), die japanische Baseball Hall of Fame, ist die Ruhmeshalle der größten japanischen Baseballspieler, -manager und -umpires sowie Persönlichkeiten, die sich Verdienste um den japanischen Baseball gemacht haben.
Das zugehörige Museum (野球体育博物館, yakyū taiiku hakubutsukan, „Baseball-Sport-Museum“, engl. Baseball Hall of Fame and Museum) befindet sich seit 1988 im Tokyo Dome. Es wurde 1959 nach dem Vorbild des National Baseball Hall of Fame and Museum in Cooperstown, New York eingerichtet und befand sich ursprünglich neben dem Kōrakuen-Stadion auf demselben Gelände, auf dem heute der Tokyo Dome steht.